# 김완수 (1962년)
김완수(한국 한자: 金完洙, 1962년 1월 13일 ~ )는 대한민국의 전 축구 선수이며, 포지션은 공격수였다.